# زينب جوادلي
زينب جوادلي (بالأذرية: Zeynəb Cavadlı)‏، المشار إليها رسميًا بالشيخة زينب هي لاعبة جمباز أذربيجانية سابقة، حاصلة على ميدالية في بطولة العالم والأوروبية، وزوجة سابقة للإماراتي الشيخ سعيد بن مكتوم بن راشد آل مكتوم.

## المسيرة
ولدت زينب في باكو. فازت بالبطولة الوطنية لأذربيجان عدة مرات. شاركت في بطولة أوروبا 2006 في فئة الناشئين (المركز الثامن للأداء مع الأندية)؛ فازت بالمركز الرابع في بطولة العالم للأندية التي أقيمت في اليابان عام 2006. وفي عام 2006 فازت جاوادلي بأربع ميداليات ذهبية في البطولة الدولية في سلوفينيا، وأصبحت الفائزة العامة بالبطولة. وفازت زينب بميداليات فضية وبرونزية في عرضين منفصلين في البطولة الدولية بالبرتغال وميدالية ذهبية في البطولة الدولية في بلغاريا عن أدائها بالطوق. حاصلة على الميدالية البرونزية في البطولة الدولية التي أقيمت في روسيا، لُقبت بـ «ملكة جمال الأناقة».

### الفريق الوطني
في عام 2005 تمت دعوتها إلى فريق الجمباز الإيقاعي الوطني لأذربيجان. أول مدرب كان مدرب أذربيجان المشرف نينا نيكولاييفنا كاسوموفا. في وقت لاحق بدأت في التدريب تحت إشراف الأخصائية البلغارية ماريانا فاسيليفا. في عام 2012 أنهت مسيرتها الرياضية وبدأت في التدريب بسبب تعرضها لإصابة .

## الحياة الخاصة
تزوجت زينب جاوادلي من سعيد بن مكتوم بن راشد آل مكتوم في عام 2015. أنجبت 3 بنات: سناء في عام 2016 وآسيا في عام 2017 وسلامة في عام 2019.

## النتائج الرياضية

### بطولات العالم
- 2007 - الميدالية البرونزية في بطولة العالم للجمباز الإيقاعي في باتراس (اليونان) في منافسة الفرق.
- 2009 - الميدالية البرونزية في بطولة العالم للجمباز الإيقاعي في مي (اليابان) في منافسة الفرق.

### البطولات الأوروبية
- 2007 - ميدالية برونزية في بطولة أوروبا للجمباز الإيقاعي في باكو في بطولة الفرق.
- 2009 - ميدالية فضية في بطولة أوروبا للجمباز الإيقاعي في باكو في بطولة الفرق.

### بطولة العالم للفرق
- 2008- ميدالية برونزية في بطولة العالم للأندية بطوكيو (اليابان) في مسابقة الفرق.

### البطولات الدولية
- 2007- ميدالية فضية في دورة ألعاب البحر الأسود في طرابزون (تركيا) في بطولة الفرق وميدالية برونزية في البطولة الفردية.[3]

## وصلات خارجية
- https://instagram.com/zeyn7
- https://www.twitter.com/ZeynabJavadli